# Підсереднянська сільська рада
Підсереднянська сільська́ ра́да — адміністративно-територіальна одиниця та орган місцевого самоврядування в Великобурлуцькому районі Харківської області. Адміністративний центр — селище Підсереднє.

## Загальні відомості
- Підсереднянська сільська рада утворена в 1991 році.
- Територія ради: 77,37 км²
- Населення ради: 1 309 особи (станом на 2017 рік)

## Населені пункти
Сільській раді підпорядковані населені пункти:
- с-ще Підсереднє
- с-ще Дорошенкове
- с-ще Малахове
- с-ще Сірий Яр

## Склад ради
Рада складається з 12 депутатів та голови.
- Голова ради: Шевченко Микола Олександрович
- Секретар ради: Поспєлова  Антоніна  Федорівна

### Керівний склад попередніх скликань
| Прізвище, ім'я, по батькові   | Основні відомості                                                                       | Дата обрання | Дата звільнення |
| ----------------------------- | --------------------------------------------------------------------------------------- | ------------ | --------------- |
| Шевченко Микола Олександрович | Сільський голова, 1965 року народження, освіта вища, член Соціалістичної партії України | 26.03.2006   | 31.10.2010      |
| Шевченко Микола Олександрович | Сільський голова, 1965 року народження, освіта вища, член Партії регіонів               | 31.10.2010   | 25.10.2015      |
| Шевченко Микола Олександрович | Сільський голова , 1965 року народження , освіта вища                                   | 31.10.2015   |                 |

Примітка: таблиця складена за даними сайту Верховної Ради України

### Депутати
За результатами місцевих виборів 2015 року депутатами ради стали:

#### За суб'єктами висування
| Суб'єкт висування                 | Кількість обраних депутатів | %    |
| --------------------------------- | --------------------------- | ---- |
| Партія регіонів                   | 10                          | 62,5 |
| Самовисування                     | 5                           | 31,3 |
| Політична партія «Сильна Україна» | 1                           | 6,3  |

#### За округами
| № округу                          | Прізвище, ім'я, по батькові       | Дата визнання обраним | Освіта             | Партійна приналежність                  | Відомості про обраного депутата                                          |
| --------------------------------- | --------------------------------- | --------------------- | ------------------ | --------------------------------------- | ------------------------------------------------------------------------ |
| Партія регіонів                   |                                   |                       |                    |                                         |                                                                          |
| 1                                 | Головня Олександр В'ячеславович   | 04.11.2010            | середня            | член Партії регіонів                    | ВАТ «Підсереднє», керівник відділу                                       |
| 2                                 | Ліньова Людмила Василівна         | 04.11.2010            | вища               | член Партії регіонів                    | Підсереднянська сільська рада, секретар                                  |
| 4                                 | Ліньов Анатолій Олександрович     | 04.11.2010            | вища               | член Партії регіонів                    | Великобурлуцька ДЮСШ, тренер-викладач                                    |
| 6                                 | Басан Володимир Миколайович       | 04.11.2010            | вища               | член Партії регіонів                    | ВАТ «Підсереднє», головний інженер                                       |
| 8                                 | Лісова Людмила Мартинівна         | 04.11.2010            | середня спеціальна | член Партії регіонів                    | Підсереднянська сільська рада, землевпорядник                            |
| 10                                | Сиротюк Микола Федорович          | 04.11.2010            | середня спеціальна | член Партії регіонів                    | ВАТ «Підсереднє», завідувач гаражу                                       |
| 11                                | Керимова Наталя Анатоліївна       | 20.11.2011            | вища               | член Партії регіонів                    | Підсереднянський ДНЗ, завідувачка                                        |
| 12                                | Кудря Андрій Володимирович        | 04.11.2010            | вища               | член Партії регіонів                    | ПОСП"Бурлуцьке", робітник                                                |
| 13                                | Воловик Марина Валентинівна       | 04.11.2010            | середня спеціальна | член Партії регіонів                    | Підсереднянський фельдшерсько-акушерський пункт, фельдшер                |
| 15                                | Шевченко Людмила Олександрівна    | 04.11.2010            | вища               | позапартійна                            | Підсереднянська загальноосвітня школа І-ІІІ ст., вчитель                 |
| Політична партія «Сильна Україна» |                                   |                       |                    |                                         |                                                                          |
| 3                                 | Нижебовська Ірина Володимирівна   | 04.11.2010            | середня спеціальна | член Політичної партії «Сильна Україна» | Великобурлуцький територіальний центр соц. допомоги, соціальний робітник |
| Самовисування                     |                                   |                       |                    |                                         |                                                                          |
| 5                                 | Ситник Володимир Митрофанович     | 04.11.2010            | середня            | член Комуністичної партії України       | пенсіонер                                                                |
| 7                                 | Строжевська Олена Леонідівна      | 04.11.2010            | середня спеціальна | член Комуністичної партії України       | Відділення зв'язку с. Підсереднє, начальник відділення                   |
| 9                                 | Перегуда Сергій Іванович          | 04.11.2010            | середня спеціальна | позапартійний                           | ВАТ «Підсереднє», бригадир тракторної бригади                            |
| 14                                | Товстоган Валентина Олександрівна | 04.11.2010            | вища               | позапартійна                            | Підсереднянська загальноосвітня школа І-ІІІ ст., директор                |
| 16                                | Шевченко Вікторія Олексіївна      | 04.11.2010            | середня спеціальна | позапартійна                            | Відділення зв'язку с. Підсереднє, листоноша                              |